# Trémouilles
Trémouilles é uma comuna francesa na região administrativa de Occitânia, no departamento de Aveyron. Estende-se por uma área de 28,83 km². Em 2010 a comuna tinha 511 habitantes (densidade: 17,7 hab./km²).